# Atari Falcon 030
| Atari Falcon 030     | Atari Falcon 030                                   |
| -------------------- | -------------------------------------------------- |
| Ein Atari Falcon 030 |                                                    |
| Hersteller:          | Atari Corporation                                  |
| CPU:                 | Motorola 68030 @ 16 MHz Motorola DSP56001 @ 32 MHz |
| FPU (Optional):      | Motorola 68882 @ 16 MHz                            |
| Erschienen:          | Oktober 1992                                       |
| Eingestellt:         | 1994                                               |
| Speicher:            | 1 ~ 14 MB                                          |
| Betriebssystem:      | TOS 4.x / MultiTOS                                 |

Der Atari Falcon 030 (alternative Schreibweise Falcon030) war ein ab 1992 verkaufter Heimcomputer mit 32-Bit-Architektur der Atari Corporation.
Als Nachfolger des erfolgreichen Atari 1040 STE gedacht, wurde der Falcon 030 nur in geringen Stückzahlen verkauft. Dies lag am mangelnden und verfehlten Marketing, der zu späten Markteinführung und der zunehmenden Dominanz der MS-DOS-kompatiblen Personal Computer, die den klassischen Heimcomputer verdrängten.

## Hardware

### Prozessor
Der Falcon wurde mit der 32-bit CPU Motorola 68030 ausgestattet, die mit 16 MHz getaktet war. Zusätzlich bot er Platz für eine optionale FPU (Gleitkomma-Koprozessor) Motorola 68882.
Der 16-MHz-Prozessor des Atari Falcon 030 war in allen gebauten Rechnern in Wahrheit eine 32-MHz-Version des 68030, da Motorola die langsamere Version nicht liefern konnte. Dies führte dazu, dass findige Bastler ihren Rechner schnell auf knapp das Doppelte beschleunigen konnten. Durch Austausch des Schwingquarzes erreichte man sogar 50 MHz bei Hauptprozessor und DSP bei gleichzeitiger Beschleunigung des Systembusses und dadurch höhere Grafikleistung.
Eine Besonderheit des Falcon 030 ist ein mit 32 MHz betriebener digitaler Signalprozessor vom Typ Motorola 56001. Der DSP kann völlig unabhängig von der CPU programmiert werden und machte den Falcon 030, etwa bei der Audiobearbeitung, sehr leistungsfähig.

### RAM
Die am häufigsten verkaufte Variante des Falcon wurde mit 4 MB RAM ausgeliefert. Weiterhin waren Modelle mit 1 und 14 MB RAM vorgesehen.
Im Gegensatz zum Atari STE ist das RAM nicht über SIMM-Steckplätze erweiterbar, sondern ist auf einer eigenen Steckkarte aufgelötet. Später wurden Schaltpläne veröffentlicht, die eine Aufrüstung durch handelsübliche PS/2-Speicher zeigten.

### Grafik
Zusätzlich zu den vom Atari ST bekannten Bildschirmauflösungen ST-Low (320 × 200 Pixel bei 16 Farben), ST-Medium (640 × 200 bei 4 Farben) und ST-High (640 × 400 Pixel bei 2 Farben) bot er auch VGA (640 × 480 bei 16 oder 256 Farben) und Hi-Color-Auflösungen mit 65536 Farben, die wegen des verhältnismäßig langsamen Video-RAM-Zugriffs wahlweise nur mit eingeschränkter Auflösung oder als Interlace-Modus verfügbar waren. Alle Modi waren per PAL/NTSC-Videosignal auch auf einem Fernsehgerät darstellbar, die höheren Auflösungen aber nur über das Zeilensprungverfahren (Interlace), das prinzipbedingt mit flimmernder Darstellung verbunden ist. Die Grafikauflösungen des Falcon 030 konnte durch eine etwas später erschienene Softwarelösung noch erhöht werden und erreichte durch eine kleine Hardwaremodifikation sogar Auflösungen von 1280 × 960 Pixel, was Anfang der 1990er Jahre einen guten Wert für den Preis darstellte.

### Audio
Beliebt war der Rechner in Tonstudios, da er im Gegensatz zu den PCs eine integrierte MIDI-Schnittstelle hatte und einen DSP-Prozessor, mit dessen Hilfe Harddisk Recording in CD-Qualität möglich war. In dieser Rolle wurde er noch bis Ende der 90er Jahre eingesetzt.

### Schnittstellen
- Parallel-Port (25-Pin-DIN-Buchse) zum Anschluss von Druckern
- Modem bzw. RS232-Port (9-Pin-DIN-Buchse), häufig zum Anschluss von Modems verwendet
- MIDI in & MIDI out/through
- Cartridge-Port, zum Anschluss von ROM-Erweiterungskarten
- SCSI-II mit DMA (50-Pin-Buchse) für externe Festplatten, CD-Rom Laufwerke, Scanner
- LAN (Mini-DIN-Buchse): Ungenutzte serielle Schnittstelle. Kompatibel zu Atari Mega STE und Atari TT.
- Joystick-Ports (15-Pin-DIN-Buchse), kompatibel zu den Controllern des Atari Jaguar
- DSP-Port
- interne IDE-Schnittstelle
- CPU-Erweiterungsbus, um z. B. die Aufrüstungs-Karte CT63 anzubinden
- Audio in/out
- Video
- Antenne

### Peripherie

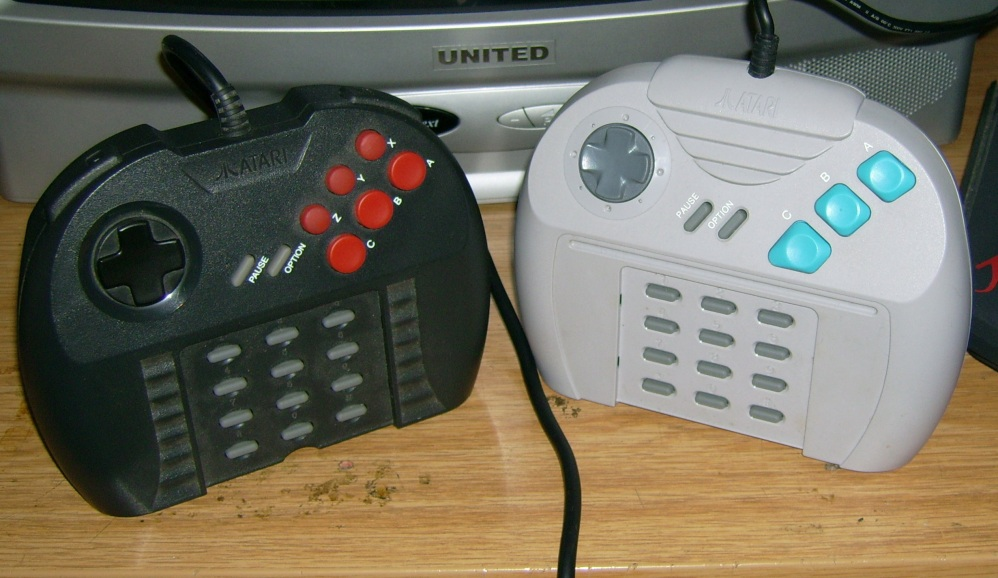
ProController (li.) und graues PowerPad (re.)

Standardmäßig wurde der Falcon mit einem 3,5-Zoll-HD-Floppylaufwerk und einer internen 2,5-Zoll-ATA-Festplatte ausgeliefert.
An den Joystickbuchsen konnten die Controller-Pads des Atari Jaguar angeschlossen werden; das Standard-Pad war für einige Zeit sogar in grau/blau verfügbar.

## Erweiterungen
Schon früh lieferten andere Anbieter Erweiterungen für den Falcon, die den Prozessortakt und den DSP-Takt erhöhten (z. B. den Skunk32), eine schnellere CPU (z. B. 68040) einsetzten, die Bildschirmauflösung erhöhten oder zum Digitalisieren von Videobildern verwendet werden konnten. Auch 2008 gab es mit der CT-63 eine in Handarbeit gebaute Aufrüstungskarte (engl. „upgrade“), die einen bis auf 100 MHz getakteten 68060-Prozessor und 512 MB RAM bot und damit die Leistung um den Faktor 25 steigerte.

## Betriebssystem
Als Betriebssystem wurde das TOS 4.01 (später 4.02 und 4.04) im ROM mitgeliefert, das eine Erweiterung der älteren TOS-Versionen um Funktionen zur Ansteuerung des DSP und der sonstigen neuen Komponenten ist. Auch die GEM-Oberfläche wurde mit einer 3D-Optik ausgestattet.
Das neue Multitasking-Betriebssystem MultiTOS wurde von Atari nicht rechtzeitig fertiggestellt und daher separat auf Diskette mitgeliefert. Der Kernel von MultiTOS ist eine Weiterentwicklung von MiNT, einem ursprünglich von Eric R. Smith geschriebenen Unix-ähnlichen Kernel, der als Open-Source veröffentlicht wurde. Die Abkürzung stand für MiNT is Not TOS. Dieser Kernel wurde dann von Atari lizenziert, und fortan stand die Abkürzung für MiNT is Now TOS. Atari passte dann das AES (siehe: Graphics Environment Manager), also die Funktionalität der grafischen Oberfläche, an die Multitasking-Fähigkeit des neuen Kernels an. Das originale MultiTOS setzte sich jedoch wegen einiger Unzulänglichkeiten und langsamer Reaktionszeiten nicht durch, stattdessen fanden Konkurrenzprodukte anderer Hersteller (MagiC, N.AES) in Deutschland weite Verbreitung.

## Spiele
Es wurden über 100 Spiele veröffentlicht, die auf dem Falcon liefen, davon die meisten als kompatible Atari-ST/STE/TT-Versionen. Die bekanntesten davon sind Bubble Bobble, Defender of the Crown, Dungeon Master, Elite, The Secret of Monkey Island, die Ishar-Serie, Robinson’s Requiem und Turrican 2. An reinen Falcon-Spielen sind etwa 25 bekannt, größtenteils Independent-Spiele oder Prototypen sowie Fan- und Sharewarespiele. Die bekanntesten sind die Rennsimulation Vroom, der erste Ego-Shooter auf dem Atari, Running, und das Rollenspiel Towers II.

## Weiterentwicklung
Eine Variante des Falcon 030 sollte die sogenannte „Microbox“ werden. Ursprünglich geplant war sie als der eigentliche Falcon 030. Diese Variante war wie ein Mini-Tower konzipiert, wurde aber aufgrund der mangelnden Verfügbarkeit der Bauteile und der höheren Kosten verworfen. Unterschiede sind der echte 32-Bit-Datenbus, ein Grafikchip mit 256 Farben und höhere Performance. Allerdings blieb es nur beim Prototyp.
Die deutsche Musiksoftwarefirma C-LAB (siehe auch: Emagic) erwarb Anfang der neunziger Jahre die Lizenzrechte für den Bau und Vertrieb des Atari-Falcon, der dann unter dem Namen C-LAB-Falcon (Versionen MK-I, MK-II und MK-X) noch einige Zeit als Computer für MIDI- und Harddisk Recording inklusive technischer Verbesserungen und Zubehör-Hardware produziert wurde.